# جورج بيك (رسام أمريكي)
جورج بيك (بالإنجليزية: George Beck)‏ هو رسام ومترجم أمريكي، ولد في 1749 في ستافوردشاير في المملكة المتحدة، وتوفي في 24 ديسمبر 1812.